# John Dollard
John Dollard (ur. 29 sierpnia 1900 w Menasha, zm. 8 października 1981 w New Haven) – amerykański psycholog, profesor Uniwersytetu Yale. 
Prowadził badania z zakresu psychologii społecznej i osobowości. Był współtwórcą teorii frustracji-agresji.